# Phidippus albocinctus
Phidippus albocinctus is een spinnensoort in de taxonomische indeling van de springspinnen (Salticidae).
Het dier behoort tot het geslacht Phidippus. De wetenschappelijke naam van de soort werd voor het eerst geldig gepubliceerd in 1947 door Lodovico di Caporiacco.